# Droga (wojsko)
Droga wojskowa – przygotowywana i utrzymywana przez wojska inżynieryjne i drogowe droga zapewniająca oddziałom i związkom taktycznym ruch i manewr oraz dowóz środków zaopatrzenia materiałowego.
Zgodnie z terminologią wojskową wyróżnia się kilkanaście rodzajów dróg, będącymi drogami komunikacyjnymi o specjalistycznym wojskowym przeznaczeniu.

## Podział
Wyróżnia się:
- Armijna droga samochodowa – droga przeznaczona do ruchu związków i oddziałów tyłowych oraz dowozu zaopatrzenia i ewakuacji w ogniwie do ruchomej bazy armii (RBA) i stacji zaopatrywania do tyłów związków taktycznych (batalionów zaopatrzenia dywizji), przygotowana i obsługiwana przez jednostki drogowe armii.

- Frontowa droga samochodowa – droga kołowa przeznaczona do ruchu związków i oddziałów (zgrupowań) tyłowych oraz dowozu zaopatrzenia i ewakuacji w ogniwie od tylnej lub ruchomych baz frontu (ich oddziałów) do ruchomych baz armii i ich oddziałów. Są one przygotowywane, obsługiwane i utrzymywane przez wojska drogowe frontu.

- Wojskowa droga samochodowa – lądowa droga kołowa wybudowana lub przystosowana przez wyspecjalizowane pododdziały (oddziały) wojsk inżynieryjnych lub drogowych do potrzeb wojsk i wymogów ruchu pojazdów wojskowych, eksploatowana w sposób stały lub doraźny.

- Droga rokadowa – droga biegnąca równolegle do linii frontu

- Droga ewakuacji i remontu,
- Droga dofrontowa – droga biegnąca do linii frontu
- Droga marszu

Ponadto:
- Droga koleinowa – droga, której nawierzchnię tworzą dwie równoległe koleiny, ułożone odpowiednio do rozstawu i szerokości kół (gąsienic) pojazdów. Drogi koleinowe stosuje się w terenie trudnym do przebycia (piaszczystym, bagnistym itp.)[2].

- Droga na przełaj – droga przygotowana do jednorazowego wykorzystania przez maszerujące wojska. Przygotowanie drogi na przełaj polega na wybraniu i oznaczeniu w terenie określonego kierunku, usunięciu zapór i przeszkód (rozminowanie, zasypanie lejów) oraz – gdy teren jest piaszczysty lub bagnisty – zbudowaniu prowizorycznej nawierzchni drogowej[3].

- Drogi dowozu i ewakuacji – drogi wyznaczone i przygotowane do ruchu transportu kołowego, zapewniające dowóz i ewakuację na szczeblu taktycznym; łączą one źródła zaopatrywania wojsk różnych szczebli i mogą być przedłużeniem armijnych dróg samochodowych[4]. Zależnie od szczebla organizacyjnego rozróżnia się drogi dowozu i ewakuacji – dywizyjne, pułkowe, batalionowe, z punktu zaś widzenia kierunku – dofrontowe i odfrontowe oraz rokadowe, a pod względem znaczenia – zasadnicze, kontrolowane i pomocnicze[4].

## Podział dróg wojskowych
- według przeznaczenia[1]:
  - operacyjne
  - taktyczne
- według szczebli wojskowych:
  - frontowe
  - armijne
  - dywizyjne
  - pułkowe
  - batalionowe
- według ważności[1]:
  - zasadnicze
  - zapasowe
  - pomocnicze
- według rodzaju transportu:
  - samochodowe
  - dla pojazdów gąsienicowych
  - mieszane
- według wykonania technicznego:
  - drogi na przełaj
  - gruntowe
  - o nawierzchni twardej
- według kierunku przebiegania na:
  - dofrontowe
  - rokadowe

Drogi dofrontowe i rokadowe tworzą zasadniczą sieć dróg wojskowych.